# Аухтиярви
Аухтиярви — пресноводное озеро на территории Кестеньгского сельского поселения Лоухского района Республики Карелии и сельского поселения Алакуртти Кандалакшского района Мурманской области.

## Общие сведения
Площадь озера — 5,3 км². Располагается на высоте 253,0 метров над уровнем моря.
Форма озера лопастная, продолговатая: оно более чем на двенадцать километров вытянуто с севера на юг. Берега изрезанные, каменисто-песчаные, преимущественно возвышенные, скалистые.
Через Аухтиярви течёт река Вуоснайоки, впадающая в реку Кутсайоки, которая, в свою очередь, впадает в реку Тумчу.
С запада Аухтиярви соединено с озером Ала-Нятяярви, в которое впадает протока, вытекающая и озёр Или-Нятяярви и Пурнуярви. С юго-востока в Аухтиярви впадает протока, вытекающая и озёр Караярви и Терваярви.
В озере расположено около двух десятков небольших безымянных островов, рассредоточенных по всей площади водоёма, однако их количество может варьироваться в зависимости от уровня воды.
С запада к озеру подходит лесная дорога.
Населённые пункты вблизи водоёма отсутствуют.
Код объекта в государственном водном реестре — 02020000511102000001168.